# Tia Weledji
Tia Weledji, de son véritable nom Cendra Timawe Weledji, née le 08 mars 1996 à Johnson City aux États-Unis, est une joueuse camerounaise de basketball.

## Biographie
Tia Weledji nait en 1996 dans l’état du Kansas aux États Unis. Elle est la fille de Conrad Weledji, ancien international camerounais de Basketball ayant joué avec l'équipe nationale du Cameroun dans les années 1980. Elle a deux sœurs Nelly Weledji et Sereena Weledji, toutes deux également joueuses professionnelles de basketball. 
Tia Weledji fait ses débuts avec l'Université de Princeton au sein de l'équipe féminine de basket-ball des Princeton Tigers.
Elle participe avec l'équipe du Cameroun au tournoi préolympique de basket-ball féminin 2016 ainsi qu'au Championnat d’Afrique de basket-ball féminin 2017. En 2018, elle rejoint le club Caledonia Pride (en) au Royaume Uni,. Elle évolue en club avec Miralvalle Plasencia, un club de D2 en Espagne depuis 2020.